# Port Heiden (Alaska)
Port Heiden (Alutiiq: Masrriq) ist ein Ort mit dem Status einer City im Lake and Peninsula Borough in Alaska. Das U.S. Census Bureau hatte bei der Volkszählung 2020 eine Einwohnerzahl von 100 ermittelt.

## Geographie
Port Heiden befindet sich an der Nordwestküste der Alaska-Halbinsel am Nordufer der gleichnamigen Bucht an der Mündung des Meshik River ins Beringmeer. Port Heiden befindet sich 227 km südsüdwestlich von King Salmon sowie 690 km südwestlich von Anchorage. Ein größerer nahegelegener Ort ist Chignik, 72 km südlich von Port Heiden. Nördlich von Port Heiden befindet sich der Flugplatz Port Heiden.

## Geschichte
Das alte Dorf „Meshik“ lag am heutigen Standort von Port Heiden. Die Grippe-Epidemien in den frühen 1900er Jahre zwangen die Bevölkerung zu anderen Gemeinden zu ziehen. Während des Zweiten Weltkriegs wurde in der Nähe „Fort Morrow“ errichtet und beherbergte 5000 Militärangehörige. Nach Kriegsende wurde die Anlage aufgegeben. Anfang der 1950er Jahre wurde eine Schule eröffnet, die Bewohner der umliegenden Dörfern anzog. 1972 erhielt Port Heiden den Status einer „City“. Die Gemeinde musste wegen der erodierenden Küste mehr ins Inland verlegt werden. Heute ist Port Heiden eine traditionelle Alutiiq-Gemeinde. Kommerzieller Fischfang und Subsistenzwirtschaft bestimmen das Gemeindeleben.

## Demografie
Zum Zeitpunkt der Volkszählung im Jahre 2020 (U.S. Census 2020) hatte Port Heiden 100 Einwohner auf einer Landfläche von 121,12 km². Von den Einwohnern waren 14 Weiße sowie 79 Indigene.
Beim Zensus im Jahr 2000 wurden 119 Einwohner gezählt, 2010 waren es 102.